# Knežja rezidenca, Kempten
Knežja rezidenca v Kemptenu (Allgäu) je prvi monumentalni samostanski kompleks, ki je bil zgrajen v Nemčiji po tridesetletni vojni. Leta 1651 je knez-opat Roman Giel von Gielsberg začel obnavljati baročni samostanski kompleks na mestu uničenega srednjeveškega benediktinskega samostana. Michael Beer iz Vorarlberga je bil mojster gradnje. Njegov naslednik je bil graubündenski arhitekt Johann Serro. Hkrati je bila zgrajena kolegijska in župnijska cerkev sv. Lovrenca, ki je z zakristijnim prizidkom povezana z rezidenco. Državne sobe, ki jih je knez-opat Anselm von Reichlin-Meldegg dokončal do leta 1743, so vrhunec notranje opreme. Razkošen sijaj opreme, s slikami Franza Georga Hermanna, ki se je izobraževal v Italiji, s skulpturami münchenskega dvornega kiparja Egida Verhelsta (1696-1749) in s štukaturami Johanna Georga Üblherja in drugih umetnikov šole Wessobrunn, ustvarjajo je eno najpomembnejših stavb južnonemškega rokokoja.
Arhitektura rezidence kot dvojnega dvorišča je temeljni nov koncept, ki bi moral biti prelomen za nadaljnji razvoj južnonemške samostanske arhitekture; stoletje pozneje je bil impresivno citiran in se nadaljeval med gradnjo samostana Ottobeuren. Rezidenca je bila hkrati knežja rezidenca in samostan. Prvotno so bili knežji prostori postavljeni v vzhodnem krilu, z veličastnim dovozom, ki se je iz dvoriščnega vrta odpiral na notranje dvorišče. Zahodni prostor, usmerjen proti cerkvi, je bil uporabljen za samostan in duhovno življenje. Z izgradnjo državnih prostorov v 40. letih 17. stoletja na jugozahodni strani se je zamenjala raba: vzhodno krilo je bilo dodeljeno samostanu, zahodni del je služil knežjemu dvoru.
Danes rezidenca služi kot sodišče za krajevna in regionalna sodišča v Kemptnu. Oglede po državnih sobah organizira krajevno zgodovinsko društvo Kempten.  Hausherr je Bavarska uprava državnih palač, vrtov in jezer.

## Lega
Rezidenca je skupaj s cerkvijo sv. Lovrenca tvorila središče knežjega samostana Kempten. Stavbni kompleks, zgrajen v samostanskem mestu Kempten, tik pred vrati istoimenskega cesarskega mesta, je zdaj na severu uokvirjen s pripadajočim dvoriščnim vrtom, na jugu pa s trgom Residenzplatz. Južno preddverje je zasnovano z zelenim pasom in ravnim stopniščem ter vodnim bazenom s fontanami in vodotokom. Na zahodu je Hildegardplatz s cerkvijo sv. Lovrenca na cerkvenem griču, na vzhodu je leta 1972 odprta velika veleblagovnica, prvotno Horten AG, kot je še razvidno iz fasadne zasnove, danes zaprta Galeria Kaufhof. Veleblagovnica je bila zaradi svoje velikosti močan vizualni konkurent Rezidenci. Pred gradnjo veleblagovnice je bila na tem posestvu občinska klavnica.

## Zgodovina
Baročna rezidenca je naslednica romanskega samostana s samostansko cerkvijo, ki ji je bil na jugu prizidan samostan. Samostan, zgrajen večinoma v 13. stoletju, je nasledil starejši samostan, ustanovljen sredi 8. stoletja, od katerega ni ohranjenih nobenih predstavitev. Ustanovitelj in prvi opat je bil Audogar, ki je bil morda v sorodu s karolinško kraljico Hildegardo.
Obstaja več ilustracij poznosrednjeveškega samostanskega kompleksa, ki je bil zgrajen od leta 1225, npr. Pogled na mesto Johanna Haina in Fridricha Raidela iz leta 1628, ki daje dober vtis o stavbah. Nova samostanska cerkev je bila romanska, triladijska bazilika z zahodnim transeptom in parom stolpov na vzhodu.
Leta 1382 je triladijski Marienmünster, na območju katerega je bila kasneje zgrajena Rezidenca, dobila koničaste gotske stolpe. Nadaljnji večji gradbeni ukrepi v samostanskih poslopjih so bili okoli leta 1500. Med tridesetletno vojno je bil 22. maja 1632 celoten samostanski kompleks uničen zaradi napada Švedov s podporo Kempten Reichsstädterja. Razbita je bila tudi kapela svetega Nikolaja, ki je bila posvečena leta 973. Bila je prva v južni Nemčiji. Po vojni so razvaline odstranili.
Leta 1648 je Roman Giel von Gielsberg naredil prve načrte za gradnjo nove cerkve in štirikrilnega samostanskega kompleksa. Gielsberg je prvotno želel, da bi nov samostan zgradili na lokaciji, ki je bolj oddaljena od cesarskega mesta. Na starem mestu, in loco fundationis (na mestu ustanovitve), naj bi bila zgrajena le župnijska cerkev s gospodarskimi poslopji. Na koncu je bilo odločeno, da se obnovi na stari lokaciji. Stavba, ki je bila prvotno mišljena kot kašča, ki je bila že v izgradnji, je leta 1651 postala krilo Rezidence. Graditelj projekta je bil Michael Beer iz Vorarlberga. Rezidenca je bila delno zgrajena na temeljih porušene triladijske romanske cerkve. Leta 1656 so pod Beerovim naslednikom Johannom Serrom zgradili osrednje prečno krilo Rezidence, leta 1660/61 pa krila okoli vzhodnega dvorišča. V letih 1661 do 1664 sta bila zgrajena južno in zahodno krilo okoli zahodnega dvorišča in hkrati prvi deli notranjosti. Leta 1665 je Serro dal porušiti dele Rezidence, ki jo je zgradil Beer. Severozahodni vogalni stolp je bil dokončan leta 1668. Istega leta se je v njegove prostore vselil knez-opat.
Hildegardina kapela je bila zgrajena v središču vzhodnega dvorišča leta 1670, vendar je bila po sekularizaciji leta 1804 porušena. Po dokončanju Hildegardine kapele je bil Serro odpuščen zaradi starosti.
Proti koncu leta 1674, leto po smrti Romana Giela von Gielsberga, se je samostan preselil v novo stavbo. Od leta 1732 so bile pod knezom-opatom Anselmom Reichlinom von Meldeggom številne sobe preurejene v državne sobe z razkošno opremo v rokokoju kot sedež vlade; samostan se je preselil v vzhodni del Rezidence, ki je postala samostansko poslopje.
Po sekularizaciji leta 1803 so kanoniki in zadnji knez-opat Castolus Reichlin von Meldegg smeli nekaj časa ostati v Rezidenci. Bavarska vojska, ki naj bi tam ostala v tako imenovani grajski vojašnici do leta 1945, se je preselila na območja, ki so ostala prazna. Dvoriščni vrt je bil v veliki meri nadzidan z vojašnicami, paradnim poligonom in v 19. stoletju jahalnico.
Po letu 1945 je Rezidenca postala taborišče za številne razseljene osebe iz druge svetovne vojne. Predvsem Litovci so v rezidenci ostali nekaj let. Po tem so bili prostori postopoma obnovljeni in preurejeni za sodstvo. Postopki so potekali tudi v državnih sobah. Leta 1952 so bili državni prostori in knežja dvorana ponovno dostopni javnosti, deloma po zaslugi zavzetosti domačina Alfreda Weitnauerja.

## Arhitektura

### Zunanjost
Rezidenca ima pravokoten tloris v izmeri 145 krat 43 metrov. Delitev s transeptom ustvarja dve notranji dvorišči skoraj enake velikosti. Na splošno je simetrija in celotna dispozicija neuravnotežena, kar je mogoče razložiti s spremembo mojstrov in posegi graditeljev ter s tem povezanimi spremembami načrta. 
Iz vogalov štrlijo kvadratni stolpi s kratkim osmerokotnikom nastavkom. Depresivne kape z odprtimi lanternami se naslanjajo na osmerokotnike.
Na južnem pročelju je pod podstrešjem raven šestosni rizalit, ki je bil zgrajen šele leta 1895 kot nov vhodni prostor. Prvotno na južni strani - proti cesarskemu mestu ni bilo odprtine vrat. Severno pročelje deli na štrleče zahodno krilo Michaela Beera, ki ga je v 19. stoletju verjetno podaljšal z dvema osema proti vzhodu, in vzhodno krilo z osrednjo izboklino, nekdanjim vhodnim portalom, Johanna Serra. Iz vmesnega trakta proti vzhodnemu dvorišču štrli mansardna hiša z zatrepom. Južno in zahodno krilo na zahodnem dvorišču delijo arkade, pilastri in polstebri, ki jih je zasnoval Serro.
Arhitekturne poslikave so bile obnovljene glede na prvotne ostanke.

### Notranjost
Videza z originalnim pohištvom prostorov in hodnikov Rezidence ni več mogoče rekonstruirati. Bavarsko volilno telo je po sekularizaciji prodalo nekaj pohištva na dražbi. Skozi desetletja je bilo pohištvo distribuirano po vsem svetu; nekaj kosov je bilo odkupljenih.
Zaporedje prostorov ustreza shemi iz 18. stoletja za stanovanja posvetnih regentov: plesna dvorana - predsoba - soba za sprejeme - spalnica. Te knežje sobe dopolnjujejo grbovna dvorana na severu, knežja dvorana in drugi prostori.
Prostori so bili uporabljeni bolj za reprezentacijo in dvorne slovesnosti kot za praktično uporabo kot bivalni prostor.

### Dvorana grbov
Najstarejša reprezentativna soba samostana je v drugem nadstropju severovzhodnega trakta. Kot je razvidno iz grba, je grbovna dvorana nastala v času Giela von Gielsberga. S štiriosnimi okni, ki gledajo na samostansko dvorišče, je visoka nadstropje in pol. Grb opata in samostana sta uokvirjena v tondo v oboku, v katerega so široko zarezane lunete medetažnih oken.

### Knežja dvorana
Knežja dvorana je bila opremljena okoli leta 1680 pod knezom opatom Rupertom von Bodmanom. Prostor zavzema celotno širino zahodnega trakta v drugem nadstropju. V 19. in 20. stoletju so ga skrajšali, da bi naredili prostor za sodobno stopnišče. Strop krasijo goste štukature, ki so razdeljene na polja listnih palic in okvirjev sadnih palic. Med okni visijo velike slike na platnu s portreti knezov opatov; večinoma izmišljene portrete je naslikal dvorni slikar Franz Georg Hermann. Zaradi poškodb zaradi vode je bila soba od leta 2012 obnovljena.

### Državne ali knežje sobe
- Pisarna
- Spalnica
- Dnevna soba
- Sprejemnica
- Preddverje
- Prehod iz prestolne sobe v pisarno

Pisarna (Kanzlei), vogalna soba s pogledom na Hildegardplatz, je prva soba, ki je z enfilado povezana z ostalimi knežjimi sobami. Na stropu, ometanem okoli leta 1733, je bil prikazan grb komisarja, kneza-opata Anselma Reichlina von Meldegga. V 1950-ih so po odstranitvi predelne stene iz obstoječih ostankov obnovili strop. Okoli leta 1790/91 je soba postala dvorna pisarna. S freskami jo je okrasil Franz Joseph Hermann, sin Franza Georga Hermanna. Freske so bile vključene v štukature prvotnega pohištva. Putti in njihovi dodatki se nanašajo na elemente, letne čase in znake zodiaka. Klasična vrata izvirajo iz obdobja prenove.
Spalnica (Schlafzimmer) je razdeljena z lokom. V času vladavine kneza-opata je bila v severni polovici sobe spalna omara s paradno posteljo. Južna okenska stran je bogato okrašena. Okenski podboji so obloženi s fino štukaturo. Obok ima novejšo zgodnjo rokoko štukaturo s puti in doprsnimi kipi. V sobi je prikazan grb Reichlina von Meldegga. Slika na stropu prikazuje Jakobove sanje o lestvi v nebesa. V vogalnih kartušah so prizori, ki se nanašajo na Jakoba, Tobijo in Rafaela; vogalne kartuše spalnice prikazujejo Smrt svetega Benedikta, ustanovitelja reda, in Smrt svete Sholastike, Benediktove sestre. Žalostna Marija je upodobljena nad vrati.
Dnevna soba (Tagzimmer) je skoraj kvadratna, le vogali sobe so obdelani kot zaobljene niše. V treh od njih so omare, v četrti je bil nekoč ujemajoča se keramična peč. Ni več ohranjena in jo je nadomestila keramična peč iz 18. stoletja iz gradu Immenstadt. Okraski na stenah so podobni tistim v sprejemnici. Namesto ogledal so oljne slike s Štirimi glavnimi vrlinami. Slike dvornega slikarja Hermanna so nastale leta 1734. Od njega izvirajo tudi druge slike v tej sobi: strop prikazuje pot krščanske duše v nebesa, vogalne kartuše prikazujejo kreposti vere, pokore, samoobvladovanja in budnosti, nad vrati so na slike pregreh.
V sprejemnici (Audienzzimmer) je štukaturni marmorni kamin z bogom Kronosom kot simbolom časa. Heraklej nosi globus z uro. V stenskih panelih med okni in vrati so ogledala iz knežjih steklarskih delavnic v Kürnachu. Preostale stenske površine do talnih letev so bogato okrašene s štukaturami in štukaturnim marmorjem. Zaporedje podob na stenah predstavlja nasprotja vrlin in pregreh, stropna slika Franza Georga Hermanna prikazujeKraljico iz Sabe pred Salomonom. Kartuše v vogalih vsebujejo alegorične prikaze Miru, Pravice, Modrosti in Blaginje. Nad vrati so naslikane alegorije Sovražnosti, Pohlepa, Laži in Lenobe.
Predsoba (Vorsaal ) se razteza čez tri okenske osi. Soba je bila obnovljena leta 1955 z odstranitvijo moderne zavese. Danes so ohranjeni zvezki knežje delovne knjižnice tam shranjeni v dveh zgodovinskih vitrinah iz 18. stoletja, ki prihajata iz Akademije znanosti v Münchnu. Knjige so darilo založnika Kemptna in lastnika Köselverlaga Paula Huberja (1917-2010) mestu Kempten; je postavil pogoj, da se zvezki vrnejo v prvotno skladišče v bivališču. Po sekularizaciji je delovna knjižnica z zvezki iz različnih strok, od prava in medicine do kmetijstva in teologije, prešla v last zadnjega dvornega tiskarja Josepha Kösla, iz katerega tiskarne je nastal Kösel-Verlag.
Najpomembnejša reprezentačna soba v Rezidenci je prestolna soba (Thronsaal), zgrajena je bila med leti 1740 in 1742. Štukatura izvira od Johanna Georga Üblhöra, štirih alegoričnih ženskih figur Egida Verhelsta. Eno in pol visoka soba je obokana in ima na južni strani štiri okna. Na ožjih straneh so dvojna vrata v sosednje prostore. Osrednja vrata se odpirajo na hodnik na severu tik nasproti zdaj prazne prestolne niše. Stensko konstrukcijo sestavljajo štukaturni marmorni pilastri; za oboke je značilna ukrivljena štukatura. Veličastna stropna slika Hermanna med drugim prikazuje ustanoviteljico samostana Hildegardo in njenega moža Karla Velikega.
Nad severnim vhodom v sobo je alegorija Znanosti (astronomske naprave in knjige), nasproti nad prestolno nišo je grb kneza-opata Anselma Reichlina von Meldegga z insignijami duhovnega in posvetnega kneza (meč, žezlo, opatova palica), plus alegorije Umetnosti (glasbila) ter Geometrije in Arhitekture. Hkrati pa so številne aluzije na zgodovino knežjega samostana in njegovega gospodarstva ter pogledi na staro in novo samostansko poslopje.
Daljše stranice so v predelu stropne ograje okrašene s pari puttov glede na letne čase. Spodaj so pred dvojnimi pilastri, ki ločujejo okna oziroma ogledala, štiri alegorične ženske figure iz poslikanega lesa na konzolah. Prikazujejo vladarjeve vrline: Mirnost in Ljubezen ob severnem vhodu, Moč in Modrost ob prestolni niši.
Državne sobe dopolnjujejo sobe za goste (Gästezimmer), ki so bile zgrajene okoli leta 1760 in imajo preprosto enfilado. Sobe so skromnejše v primerjavi z reprezentančnimi prostori. Stropi so rococo štukature. Svetilke so izrezljane, pobarvane v belo in zlato ter prekrite s tkanino, ki je bila od takrat obnovljena. Nekatere sobe so okrašene s poslikavami uničene arhitekture, starodavnimi prizori in rastlinskimi motivi. Zaporedje od zahoda proti vzhodu je naslednje: rdeča soba, zelena soba, jugovzhodna kotna soba, severovzhodna kotna soba, hodnik v severnem krilu samostanske stavbe. Danes se sobe za goste delno uporabljajo kot sodne dvorane, deloma kot pisarne in sejne sobe predsednika okrožnega sodišča.